# 꾸구리
꾸구리는 육식성 민물고기이다. 치어 때는 노란 바탕의 색이 매우 아름다우나 자라면서 점점 사라진다. 주로 물의 속도가 빠르고 자갈이 많이 깔린 하천 상류의 여울에 산다. 물 속에 사는 곤충을 먹는다.
물살이 빠르고 자갈이 깔린 곳에 사는 꾸구리는 몸 전체가 황색을 띠고 있으며 몸길이는 13cm로, 뒤쪽으로 가면서 가늘어진다. 입가에는 한 쌍의 수염, 턱에는세쌍의 수염이 났다. 등지느러미는 삼각형이고 꼬리지느러미의 끝 부분은 안쪽으로 들어가 있다. 얇은 막이 눈을 덮고 있어 뱀눈처럼 보인다. 멸종위기 야생생물 Ⅱ급으로 지정되어 보호받고 있다.